# Шикабала
Махмуд Абдел Резак Хасан Фадлала (арап. محمود عبد الرازق "شيكابالا‎, романизовано Mahmoud Abdel Razek Hassan Fadlallah; Асуан, 5. март 1986), познатији као Шикабала (Shikabala) професионални је египатски фудбалер који игра на позицији средњег везног играча.

## Клупска каријера
Један је од најуспешнијих египатских фудбалера свих времена. Највећи део професионалне каријере провео је играјући за екипу Замалека из Каира за коју је одиграо преко 320 утакмица током 11 сезона. Са Замалеком је освојио две титуле националног првака (у сезонама 2002/03. и 2003/04), те четири трофеја победника египатског купа (2002, 2008, 2013. и 2016). 
Током каријере једно краће време је играо и за грчки ПАОК из Солуна, те за португалски Спортинг из Лисабона, али без неких значајнијих успеха. 

## Репрезентативна каријера
Прву утакмицу у дресу сениорске репрезентације Египта одиграо је 3. јуна 2007. против селекције Мауританије у квалификацијама за Куп афричких нација 2008. године. Пар дана касније у пријатељској утакмици против Кувајта постиже и свој први погодак у репрезентативном дресу. 
Највећи успех у репрезентативном дресу остварио је на Купу афричких нација 2010. у Анголи где је селекција Египта освојила наслов континенталног првака. Шикабала је на том турниру одиграо само једну утакмицу, и то у групној фази против Мозамбика. 
Налазио се и на списку од 23 играча Египта за Светско првенство 2018. у Русији.